# ICHIKOHロードナビゲーター
ICHIKOHロードナビゲーター（いちこう-）とは1993年頃にTOKYO FMで放送されていたラジオ番組で、主にクルマを話題にしたラジオ番組であった。放送時間は毎週土曜日の16:30からの25分番組であった。

## 概要
パーソナリティは自動車評論家の徳大寺有恒と放送当時、二玄社の雑誌「NAVI」の編集長だった鈴木正文が担当しており、フリートークをする内容であった。
番組では1～2曲、曲を流すことがあったが、ほとんどが洋楽であった。